# 멤브레인 자판

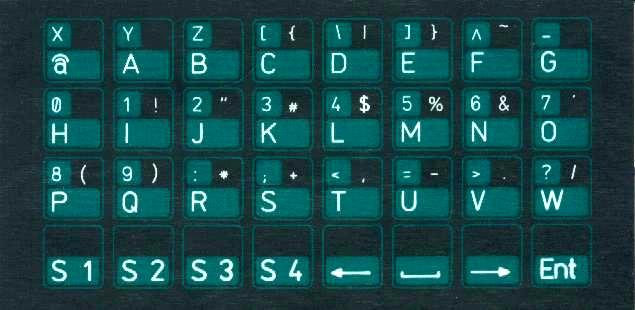
동독의 로보트론 Z1013에 사용된 멤브레인 키보드.

멤브레인 자판 또는 멤브레인 키보드(Membrane keyboard)는 대부분의 다른 컴퓨터 자판과 달리 키가 분리된 움직이는 부품이 아니라, 평평하고 유연한 표면에 윤곽선과 상징이 인쇄된 압력 패드이다. 이러한 키보드를 사용할 때는 촉각 피드백이 거의 느껴지지 않는다.

## 역사
멤브레인 키보드는 키 영역을 누르면 키보드 표면과 아래 회로 사이에 전기적 접촉이 일어나는 방식으로 작동한다. 이 모델들은 1980년대 초 일부 가정용 컴퓨터에 사용되면서 이 디자인의 채택이 늘어났다. 이 키보드는 생산 비용이 저렴하며, 다른 키보드 유형보다 먼지와 액체에 더 강하다. 그러나 촉각 피드백이 낮거나 없어, 특히 많은 문자를 입력할 때 일부 사람들은 타이핑에 어려움을 겪는다고 보고했다. 치클릿 키보드는 이 디자인의 변형이다.

## 사용
초기 취미용/키트/가정용 컴퓨터 및 일부 비디오 게임 콘솔 외에도, 멤브레인 기반의 QWERTY 자판은 일부 산업용 컴퓨터 시스템에서 사용되며, PDA 및 기타 휴대용 컴퓨팅 장치용으로 휴대 가능하고 심지어 "둘둘 말아서 접을 수 있는" 디자인으로도 볼 수 있다. 더 작고 특수화된 멤브레인 키보드(일반적으로 숫자 키와 몇 개의 제어 키만 있음)는 접근 제어 시스템(건물 및 제한 구역용), 간단한 휴대용 계산기, 가정용 리모컨 키패드, 전자레인지 및 기타 타이핑 양이 상대적으로 적거나 드문 휴대폰과 같은 유사한 장치에서 사용되었다.
현대 PC 키보드는 본질적으로 돔 스위치 배열로 덮여 있는 멤브레인 키보드 메커니즘으로, 긍정적인 촉각 피드백을 제공한다.

## 메커니즘

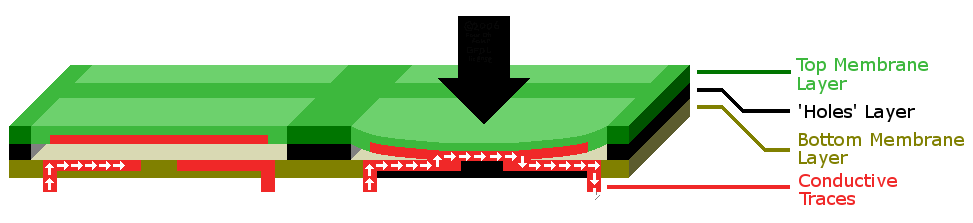
일반적인 멤브레인 키보드의 단면도. 아래 세 레이어의 두께는 명확성을 위해 과장되었으며, 실제로는 종이 조각이나 얇은 카드 스톡보다 훨씬 두껍지 않다.

멤브레인(일반적으로 폴리에틸렌 테레프탈레이트 또는 PET로 만들어짐) 키보드는 세 개의 레이어로 구성된다. 두 개의 레이어에는 전도성 잉크의 흔적이 포함되어 있고, 가운데 레이어는 두 개의 전도성 "키" 패드가 눌렸을 때 접촉할 수 있는 구멍이 있는 "스페이서"이다. 세 번째 레이어는 다른 두 레이어를 분리하여 단락을 방지한다.
일반적인 조건에서 스위치(키)는 열려 있다. 이는 아래 레이어의 트레이스 사이의 비전도성 틈을 통해 전류가 흐를 수 없기 때문이다. 그러나 상단 레이어가 (손가락으로) 눌리면 하단 레이어와 접촉한다. 그러면 상단 레이어 밑면의 전도성 트레이스가 틈을 연결하여 전류가 흐를 수 있게 된다. 이제 스위치가 "닫히고", 상위 장치가 키 누름을 등록한다.
많은 응용 분야에서 멤브레인 키패드의 밀폐된 특성 덕분에 이점을 얻는다. 사용자에게 피드백은 청각적 수단(예: 경고음) 또는 시각적 수단(표시등 또는 디스플레이 자체를 통해)으로, 또는 두 가지 수단을 함께 사용하여 쉽게 제공될 수 있다. 추가적인 마모 저항을 위해 간단하고 쉽게 교체할 수 있는 보호용 투명 시트를 멤브레인 앞에 놓을 수 있다. 멤브레인 키보드는 가전제품, 산업, 상업, 과학 및 군사 장비에 널리 사용된다.

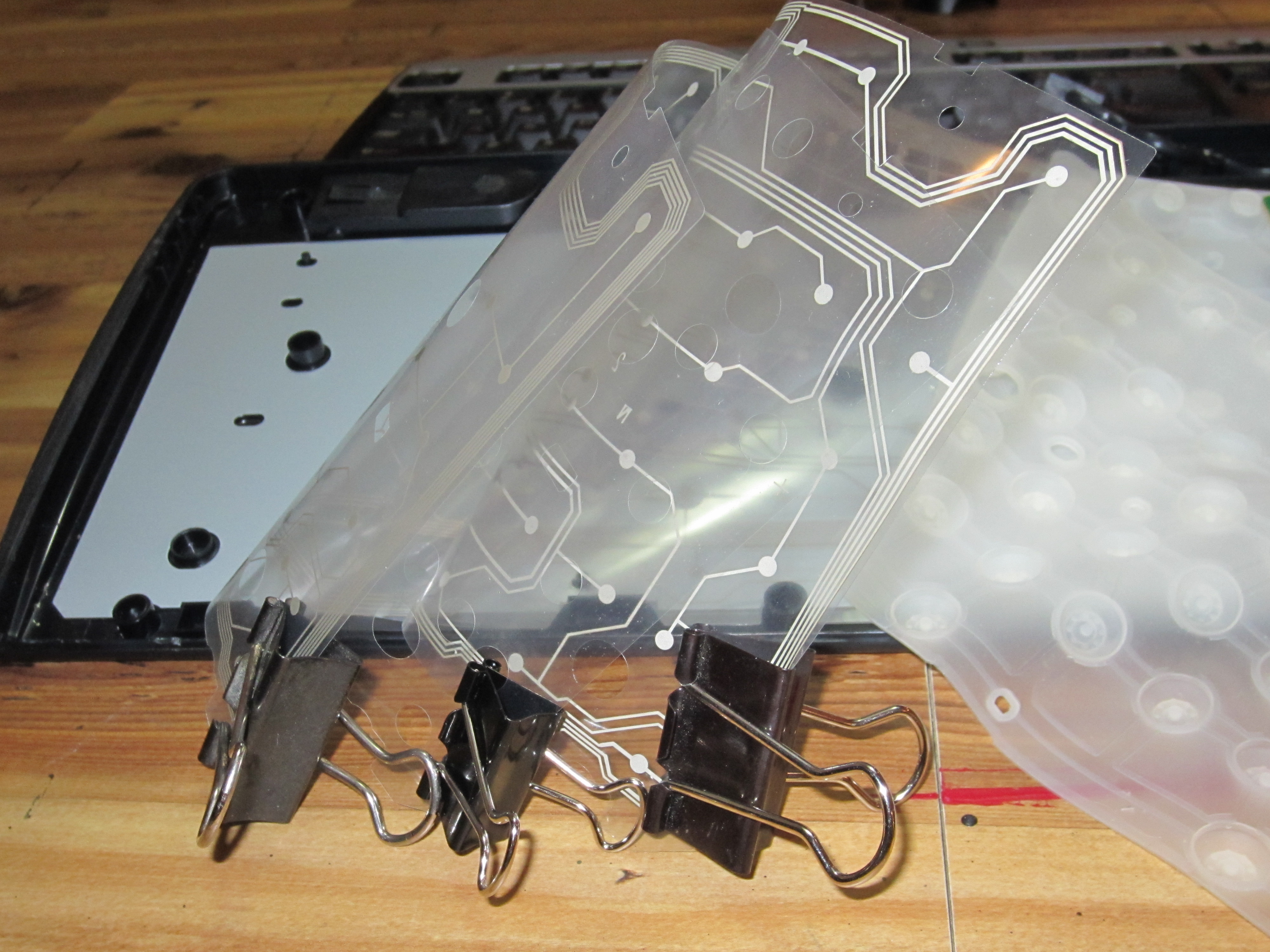
현대 풀 트래블 컴퓨터 키보드의 내부 레이어; 하단 접촉층, 구멍이 있는 스페이서층, 상단 접촉층, 그리고 키 캡에 복원력을 제공하는 엘라스토머 상단층.

## 같이 보기
- 치클릿 키보드
- 키보드 기술